# Ludwigsburg
Ludwigsburg város Németországban, amely Baden-Württemberg tartományban, Stuttgarttól nagyjából 12 kilométerre északra található. Járási központ, a ludwigsburgi járás (Landkreis) legnagyobb városa.

## Története

### Korai történelem
A terület már kő- és a vaskorban is lakott volt. Ezt bizonyítja a számos régészeti lelőhely a városban és a környéken.

### A barokk város
A barokk város története 1704-ben kezdődött, amikor Eberhard Lajos würtembergi herceg egy nyári palota építését kezdte meg a területen. 
Az eredeti tervek csupán ennek megépítését célozták. A herceg azonban hatalma nagyságának kifejezése végett, a korabeli példákat alapul véve egy város megalapítását is kezdeményezte.
A város szabályos utcasorai a piactérről (Markplatz) indulnak ki, Frisoni hercegi építőmester tervei szerint. Az elrendezés a város uralkodó polgári jellegét hangsúlyozza más székvárosokkal szemben, ahol az uralkodó kastélya van a középpontban. A tér (Markt) közepén egy kút áll, az alapító Eberhard Lajos (Ludvig) württembergi herceg szobrával. Kétoldalt pedig egymással szemben a kéttornyú városi-templom (Stadtkirche) áll, amely ugyancsak Frisoni tervei szerint épült 1718-1726 között és vele szemben a kisebb, eredetileg hugenotta bevándorlók részére épített protestáns, később katolikus templom.

## Ludwigsburgi kastély (Schloss Ludwigsburg)

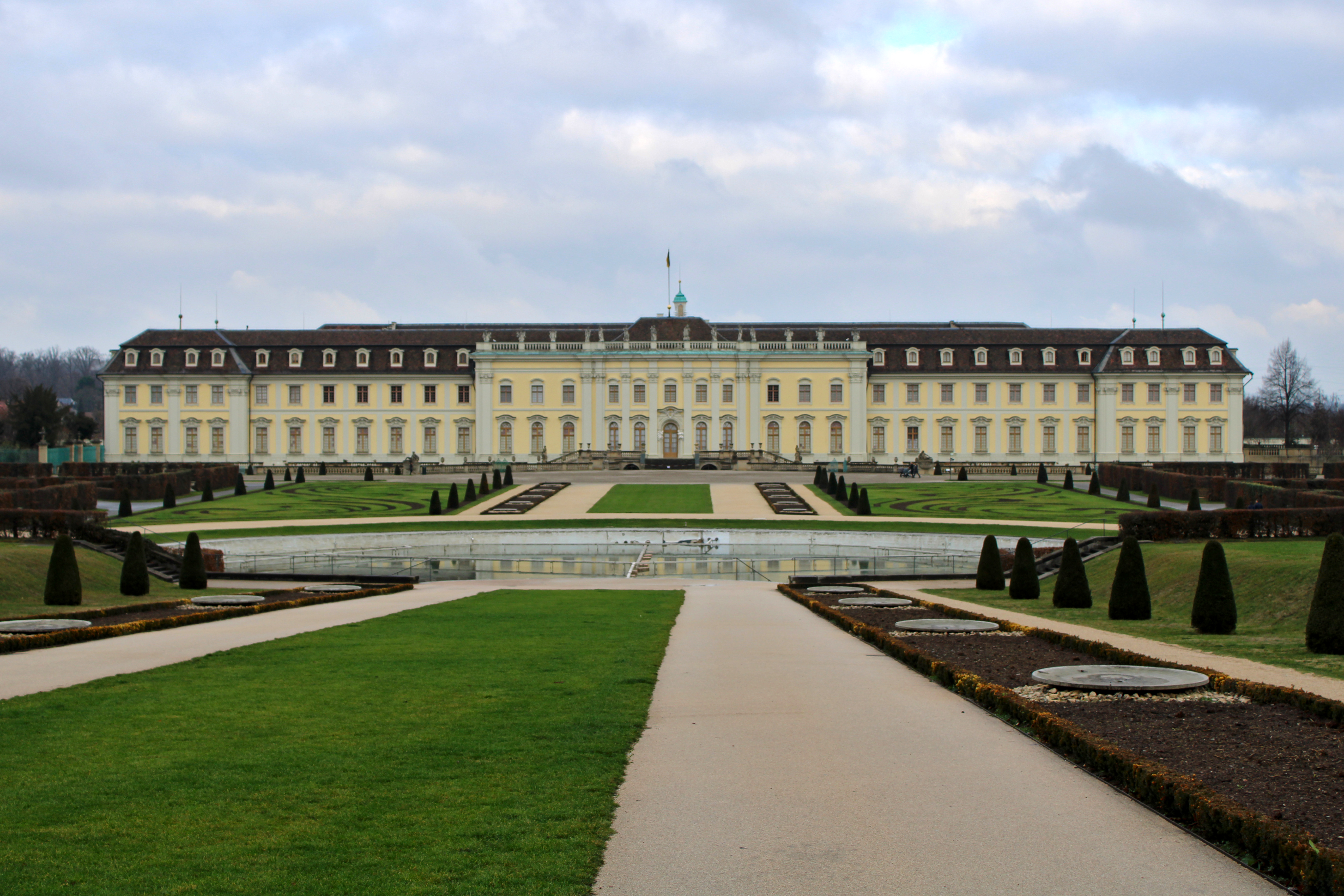
A ludwigsburgi kastély

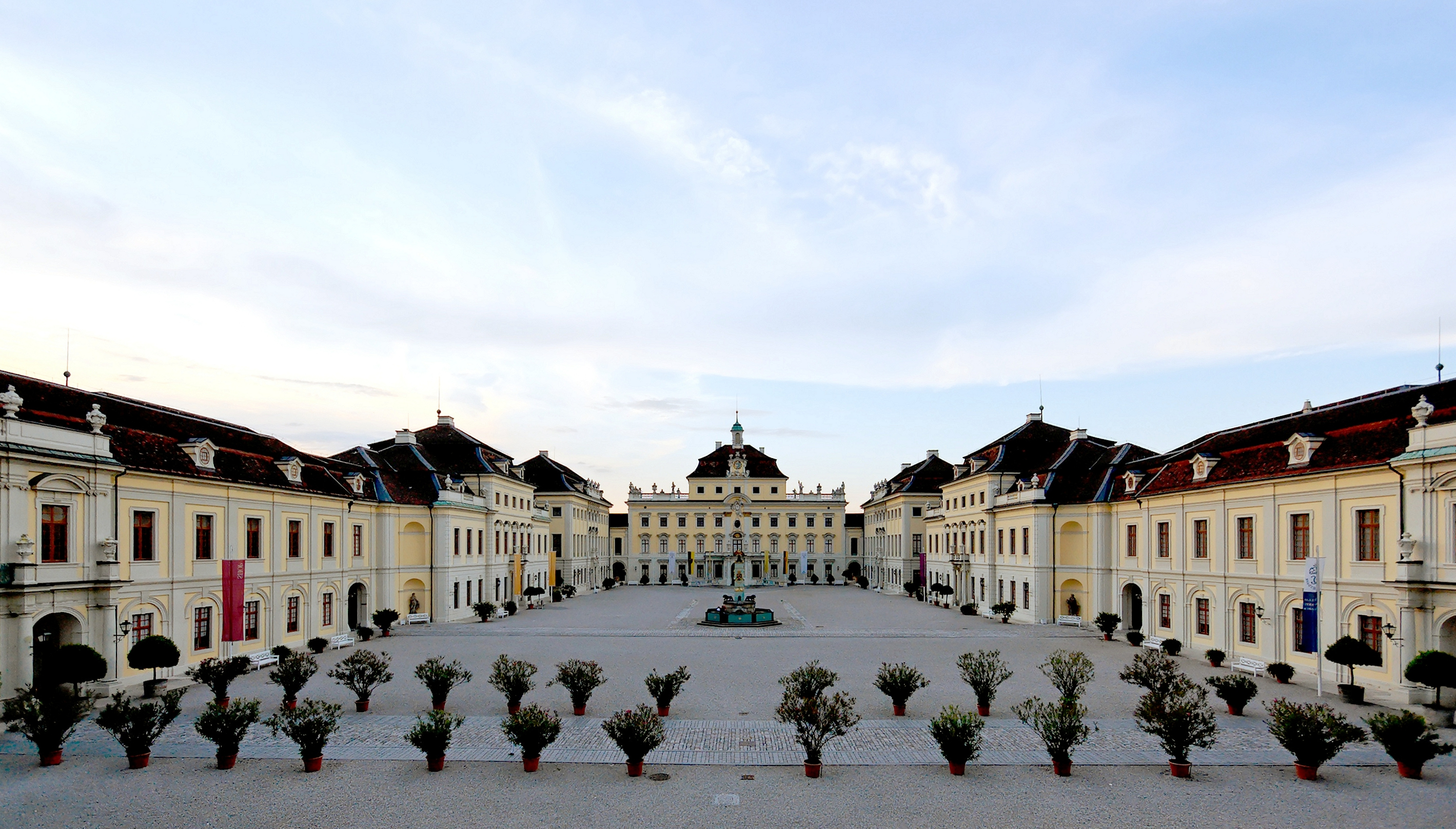
Az udvari oldal

Ez Németország legnagyobb barokk kastélya. 1704-ben kezdték el építeni négy építőmester vezetése alatt, és 1733-ban fejezték be.
Az épülettömb 18 részt ölel fel, több mint négyszáz szoba és terem van benne. Először az északi rész bővült ki háromszárnyassá, majd a keleti és nyugati részén a templom (Hofkirche) és a kápolna (Ordenskapelle) készült el. Végül meghosszabbították az udvart és dél felé az új hercegi szárnnyal (Neuer Fürstenbau) zárták le.
Az épületen belül külön említést érdemel a színház, amely máig  az eredeti 18. századi gépészeti berendezéssel és az eredeti színfalak között játszanak.
A kastély gazdag díszítésének skálája a felölelve a képzőművészetek valamennyi ágát a hangsúlyozott barokktól az elegáns rokokóig terjed. Az empíre korban a stukkók nagyobb részét az újabb izlés szerint megváltoztatták.
Hatalmas kastélyparkja a barokk időkben mintegy az épületek folytatása, kiegészítése volt. A 2. világháború után a park déli részét eredeti formájára állították  helyre.

## Városrészek
| Belváros/ Városrész | Fő    | Terület km² | Népsűrűség fő/km² |
| ------------------- | ----- | ----------- | ----------------- |
| Mitte               | 11155 | 2,00        | 5578              |
| West                | 11459 | 3,91        | 2931              |
| Nord                | 3186  | 1,99        | 1601              |
| Ost                 | 15396 | 2,90        | 5309              |
| Süd                 | 4066  | 0,92        | 4420              |
| Eglosheim           | 11858 | 4,47        | 2653              |
| Grünbühl-Sonnenberg | 3656  | 0,71        | 5149              |
| Hoheneck            | 5068  | 3,40        | 1491              |
| Neckarweihingen     | 6910  | 5,95        | 1161              |
| Oßweil              | 10826 | 7,14        | 1516              |
| Pflugfelden         | 4627  | 2,31        | 2003              |
| Poppenweiler        | 4671  | 7,64        | 611               |
| Ludwigsburg         | 92878 | 43,34       | 2143              |

## Itt születtek, itt éltek
- Justinus Kerner (1786–1862), költő és orvosi író
- Eduard Mörike (1804–1875).  költő, író és fordító
- Friedrich Theodor Vischer (1807–1887),  író és filozófus
- Wilhelm Groener (1867–1944), tábornok és politikus
- Otto Geßler (1875–1955), a Weimari Köztársaság hadügyminisztere
- Hugo Sperrle (1885–1953), tábornagy
- Donato Giuseppe Frisoni olasz építész itt halt meg a városban.

## Közlekedés
Ludwigsburg mellett halad el az A81-es autópálya, amelynek két lehajtóján (Ludwigsburg-Süd, Ludwigsburg-Nord) a település könnyen elérhető. A városon halad keresztül továbbá a B27-es főút.
A város vasúton is megközelíthető. Erre közlekedik a S4-es és S5-ös S-Bahn.